# John R. Dilworth
John Russell Dilworth (New York, 14 febbraio 1963) è un animatore, produttore televisivo e regista televisivo statunitense, noto principalmente per essere l'autore della serie animata Leone il cane fifone.

## Biografia
Dilworth frequentò la School of Visual Arts, ove si diplomò nel 1985. Dopo la laurea, Dilworth divenne direttore artistico a Baldi, Bloom e Whelan, ma ha continuato a lavorare sui suoi film e cortometraggi nel tempo libero: ciò gli ha fornito gran parte del suo finanziamento. Il suo cortometraggio The Chicken from Outer Space, è stato candidato nel 1996 per un Academy Award. Dilworth ricevette da Cartoon Network la richiesta di trasformare il suo cortometraggio in una serie televisiva. Da qui nacque Leone il cane fifone. Dilworth è presidente della Strech Films, uno studio televisivo da lui fondato nel 1985 a New York. Ha lavorato anche per il tema di apertura di Nicktoons e per la serie Doug, prodotta dal suo studio televisivo. 
Il corto di Dilworth Cabaret Angry è andato in onda su MTV nel Weekend-Animation, mentre The Dirdy Birdy su MTV Cartoon Sushi (creato da Danny Antonucci, già creatore di un'altra serie di successo di Cartoon Network, Ed, Edd & Eddy). È stato consulente per l'animazione di Gumby: The Movie ed è stato anche uno dei registi di Drew Carey's Green Screen Show.
Dilworth appare nel cortometraggio Subconscious Password.

## Produzioni
- Pierre (1985)
- The Limited Bird (1989)
- When Lilly Laney Moved In (1991)
- Psyched for Snuppa (1992)
- Dirdy Birdy (1993) (in onda su MTV's Cartoon Sushi)
- Smart Talk with Raisin (1993) (in onda su MTV's Liquid Television)
- Angry Cabaret (1994)
- The Chicken from Outer Space (1995) (Cartoon Network)
- Noodles e Nedd (1996)
- Ace and Avery (1998)
- Hector the Get-Over Cat (1998)
- Catch of the Day (2000)
- Leone il cane fifone (serie) (1999-2002)
- The Mousochist (2001)
- Life in Transition (2005)
- Garlic Boy (2007)
- Rinky Dink (2009)

## Doppiatori italiani
Da doppiatore è sostituito da:
- Dante Biagioni in Leone il cane fifone (Floyd)
- Maurizio Reti in Leone il cane fifone (Dottor Gerbil)
- Mino Caprio in Leone il cane fifone (Signora della lanuggine)
- Alberto Angrisano in Leone il cane fifone (Strabiliante mondo)